# Хор «Дніпро»

Хор «Дніпро», англ. The Ukrainian Dnipro Ensemble of Edmonton  — хоровий колектив в Едмонтоні, Канада.
Художній керівник, диригент — Марія Дитиняк.

## Історія
Хор заснував Роман Солтикевич у 1953 році.
Окрім сценічного, «живого» звучання, він випустив чотири альбоми, відеокасету «Неофіти» (1989) і компакт-диски (1990, 1996).